# ديفيد كالدويل (لاعب كرة قدم أمريكية)
ديفيد كالدويل (بالإنجليزية: David Caldwell)‏ هو لاعب كرة قدم أمريكية أمريكي، ولد في 28 فبراير 1965 في باي سيتي في الولايات المتحدة.